# エイノユハニ・ラウタヴァーラ
エイノユハニ・ラウタヴァーラ（Einojuhani Rautavaara 1928年10月9日 - 2016年7月27日）は、フィンランドの現代音楽の作曲家。本名はエイノ・ユハニ・ラウタヴァーラ（Eino Juhani Rautavaara）。同国における同世代の作曲家のなかでは代表的存在である。

## 生涯
ヘルシンキに生まれる。1948年から1952年まで、ヘルシンキのシベリウス・アカデミーにてアーッレ・メリカントに師事。後に、シベリウスの勧めでニューヨークのジュリアード音楽院に移る。ジュリアード音楽院では、ヴィンセント・パーシケッティに師事するほか、タングルウッド音楽センターにてセッションズとコープランドのレッスンも受けている。ラウタヴァーラは、1954年にThor Johnson Contestへ出品した「我らの時代のレクイエム A Requiem in Our Time」で国際的な注目を集めた。
1957年から1959年まで、シベリウス・アカデミーにて短期の講師として働いた後、1959年から1961年までヘルシンキ・フィルハーモニックのアーキヴィストとして働いた。1965年から1966年までは、Käpylä Music Institute in Helsinkiの学長を務め、1966年から1976年まで、再びシベリウス・アカデミーにて講師になった。そのうち、1971年からは国家任命の芸術教授となった。1976年から1990年までは、シベリウス・アカデミーにて作曲学の教授に就いた。2004年に急病に倒れたものの、すぐに回復している。
ラウタヴァーラは多作の作曲家であり、さまざまな形式やスタイルで作品を発表している。彼の作品は、楽譜も容易に手に入れることが出来る。ラウタヴァーラは初期にセリー主義へ傾倒し、たとえば交響曲第3番ではセリアルな語法が目立つが、ブーレーズのような難解なセリー音楽ではなく、ブルックナーのようなきわめて明快な音楽を作る傾向にあった。しかし1960年以降はセリー主義を離れ、それ以後の作品では題名に「天使」などの語が織り込まれ、清澄で神秘的な要素を帯びてくる。こうしたラウタヴァーラの音楽では、弦楽器による簡素で民俗的な主題や、旋回するフルートの旋律、ベルによる静かな不協和音、牧歌的なホルンが特徴的なものとして挙げられる。
ラウタヴァーラの作品は、8つの交響曲のほか、いくつかの協奏曲、声楽曲、さまざまな楽器のためのソナタ、弦楽四重奏曲、その他室内楽曲、そしてたくさんのオペラなど、広いジャンルに亘る。
また、テープのためのパートが与えられた作品も多く、「カントゥス・アルクティークス Cantus Arcticus」（テープに録音された鳥の声と管弦楽のための協奏曲）や、合唱と管弦楽とテープのための「真実と偽りのユニコーン True and False Unicorn」が名高い。
ラウタヴァーラの作品の多くは既に録音されているが、なかでもレイフ・セーゲルスタム指揮によるヘルシンキ・フィルハーモニック・オーケストラの交響曲第7番「光の天使」は大成功を収めており、1997年度のグラミー賞にノミネートされた。

## 作品

### 管弦楽曲
- 交響曲
  - 交響曲第1番（英語版）
  - 交響曲第2番（英語版）「シンフォニア・インティマ」
  - 交響曲第3番（英語版）
  - 交響曲第4番（英語版）「アラベスカータ」
  - 交響曲第5番（英語版）
  - 交響曲第6番（英語版）「ヴィンセンティアーナ」
  - 交響曲第7番（英語版）「光の天使」
  - 交響曲第8番（英語版）「旅」
- 鳥と管弦楽のための協奏曲「カントゥス・アルクティークス（北極圏の歌）」
- ピアノ協奏曲第1番（英語版）
- ピアノ協奏曲第2番
- ピアノ協奏曲第3番「夢の贈りもの」
- ヴァイオリン協奏曲（英語版）
- チェロ協奏曲
- コントラバス協奏曲「黄昏の天使」
- フルート協奏曲
- クラリネット協奏曲
- ハープ協奏曲（英語版）
- アポテオーシス
- ベラ・バルトークのためのエピタフ
- ゾルタン・コダーイへのオマージュ
- フランツ・リストへのオマージュ
- カントI-IV
- 至福の島(Lintukoto)
- 幻想の書(Book of Visions)
- マンハッタン3部作

### 室内楽曲
- 我らの時代のレクイエム
- チェロとピアノのための「2つの前奏曲とフーガ」
- クラリネットとピアノのための「ソネット」
- フルートとギターのためのソナタ

### 独奏曲
- 村の音楽師（ピアノ）
- イコン（ピアノ）
- エチュード集（ピアノ）
- ピアノソナタ第1番「キリストと漁夫」
- ピアノソナタ第2番「火の説法」
- ナルキッソス
- パッショナーレ

### 舞台作品
- 鉱山
- アポロ対マルシアス
- サンポの神話
- トマス
- ヴィンセント
- 太陽の家
- マギの贈り物
- アレクシス・キヴィ
- ラスプーチン

### 声楽曲
- シェイクスピアの3つのソネット
- オルフェウスへの5つのソネット
- 言葉の遊戯
- ガルシア・ロルカの詩による組曲

### 合唱曲
- アヴェ・マリア
- ハマーショルド断章
- 子供のミサ
- クレド
- T.S.エリオットによる2つのプレリュード
- 人生の書（Elämän kirja）